# دسنهایم-سور-تسینزل
دسنهایم-سور-تسینزل (به فرانسوی: Dossenheim-sur-Zinsel) یک کمون در فرانسه با جمعیت ۱٬۱۱۳ نفر است که در Canton of Bouxwiller واقع شده‌است.